# Eastland (Texas)
Eastland é uma cidade localizada no estado norte-americano do Texas, no Condado de Eastland.

## Demografia
Segundo o censo norte-americano de 2000, a sua população era de 3769 habitantes.
Em 2006, foi estimada uma população de 3910, um aumento de 141 (3.7%).

## Geografia
De acordo com o United States Census Bureau tem uma área de
7,3 km², dos quais 7,3 km² cobertos por terra e 0,0 km² cobertos por água. Eastland localiza-se a aproximadamente 439 m acima do nível do mar.

## Localidades na vizinhança
O diagrama seguinte representa as localidades num raio de 36 km ao redor de Eastland.